# دون أفيري
دون أفيري (بالإنجليزية: Don Avery)‏ هو لاعب كرة قدم أمريكية أمريكي، ولد في 10 فبراير 1921 في لوس أنجلوس في الولايات المتحدة، وتوفي في 8 أغسطس 2006.